# Frank Neese
Frank Günther Neese (* 13. Dezember 1967 in Wiesbaden) ist ein deutscher theoretischer Chemiker. Schwerpunkt seiner wissenschaftlichen Arbeit ist die Berechnung der Elektronenstruktur großer Moleküle. Von 2011 bis Ende 2017 war er Direktor am Max-Planck-Institut für Chemische Energiekonversion, seit 2018 ist er Direktor am Max-Planck-Institut für Kohlenforschung, jeweils in Mülheim an der Ruhr.

## Leben
Nach seinem Abitur 1987 an der Martin-Niemöller-Schule in Wiesbaden studierte Neese von 1987 bis 1993 Biologie an der Universität Konstanz, wo er 1997 ebenfalls seinen Doktortitel erhielt. Nach einem zweijährigen Forschungsaufenthalt an der Stanford University in den Vereinigten Staaten habilitierte er 2001 in Konstanz. Bis 2006 war er am Mülheimer Max-Planck-Institut für bioanorganische Chemie, woraufhin er einem Ruf an die Universität Bonn folgte. Weitere Rufe an die Universität Heidelberg, die University of Manchester und die Pennsylvania State University lehnte er ab.

## Forschungsgebiet
Mit seinen Arbeiten zur Berechnung der Elektronenstruktur großer Moleküle ermöglicht Frank Neese experimentell tätigen Naturwissenschaftlern in vielen Arbeitsgebieten, ihre Ergebnisse präzise und effizient zu interpretieren und neue sinnvolle Experimente zu konzipieren. Seine theoretischen Arbeiten beruhen auf den Erkenntnissen der Quantenmechanik, deren Gesetze das Verhalten aller Materie im atomaren Maßstab bestimmen. Frank Neese hat Näherungslösungen für die komplizierten quantenmechanischen Gleichungen erfasst und mit seinem Programmpaket ORCA für experimentell arbeitende Physiker, Chemiker und Biochemiker in einfacher Weise weltweit zugänglich gemacht.

## Auszeichnungen
2005 wurde Neese der Karl-Arnold-Preis der Akademie der Wissenschaften des Landes Nordrhein-Westfalen und der Hans Hellmann-Preis der Arbeitsgemeinschaft für Theoretische Chemie zuerkannt. Im Jahr 2008 wurde er zum Max Planck Fellow am Max-Planck-Institut für bioanorganische Chemie ernannt. Ebenfalls 2008 erhielt er den mit 100.000 Euro ausgestatteten Klung-Wilhelmy-Weberbank-Preis für Chemie, die höchstdotierte Auszeichnung für jüngere Wissenschaftler in Deutschland. 2010 erhielt er für seine Forschungsleistungen auf dem Gebiet der theoretischen Chemie den von der DFG verliehenen Gottfried-Wilhelm-Leibniz-Preis, der mit 2,5 Millionen Euro dotiert ist. Für 2022 wurde Neese die Schrödinger Medal zugesprochen, für 2024 der American Chemical Society Award in Inorganic Chemistry. 2013 wurde er in die Leopoldina gewählt, 2018 in die Academia Europaea, 2021 in die Nordrhein-Westfälische Akademie der Wissenschaften und Künste und 2022 in die Berlin-Brandenburgische Akademie der Wissenschaften.

## Schriften
- Physikochemische Analyse mehrkerniger Metallzentren in Distickstoffmonoxid-Reduktase, Cytochrom c-Oxidase und Mangan-Superoxid-Dismutase. 1993, s.n., OCLC 312039251 (Diplomarbeit, Universität Konstanz).
- Electronic structure and spectroscopy of novel copper chromophores in biology. UFO, Atelier für Gestaltung und Verlag, Allensbach 1997, ISBN 978-3-930803-11-8 (zugl. Dissertation, Universität Konstanz).